# Раднотський договір

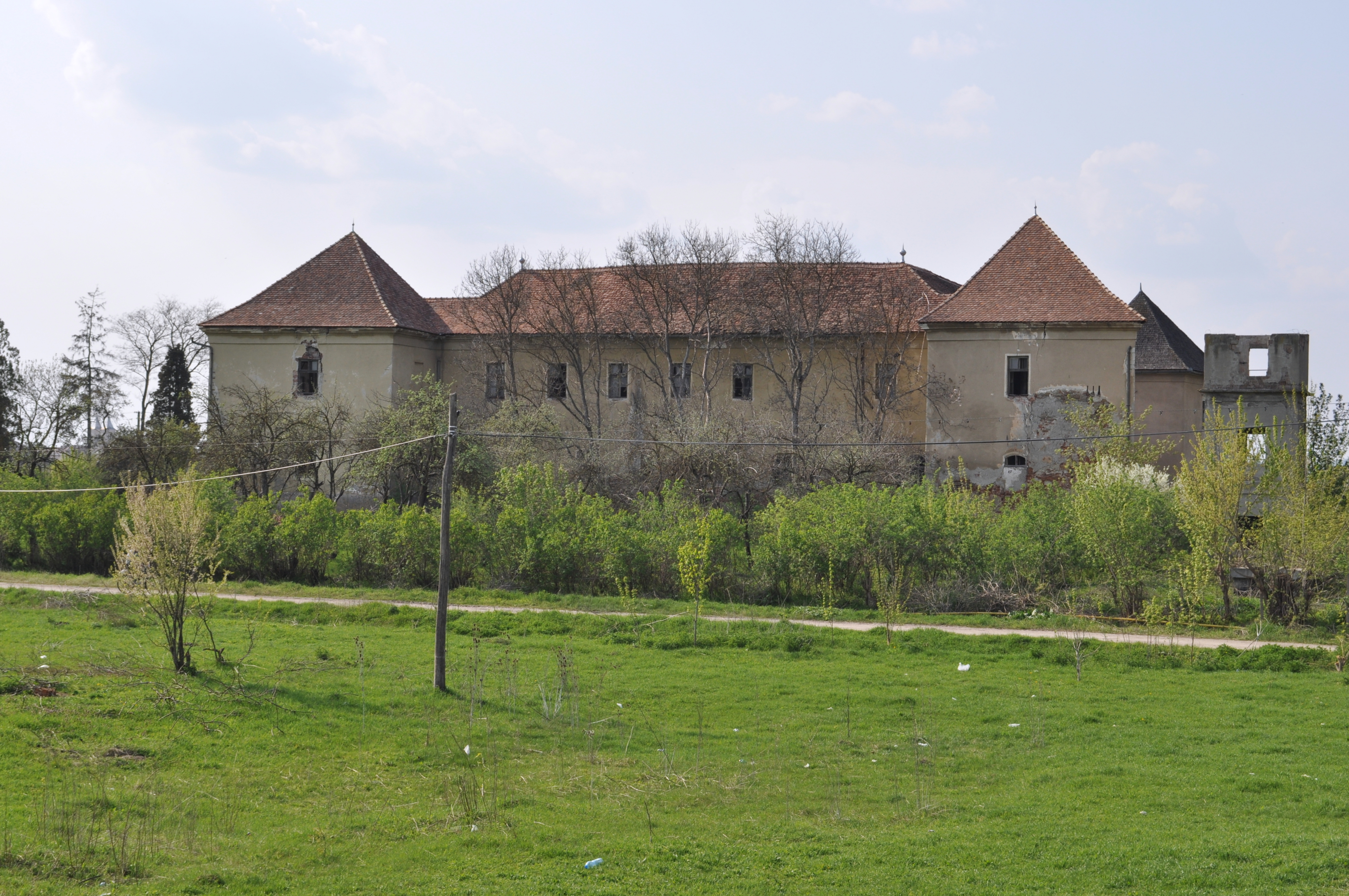
Замок Дєрдя II Ракоці в Радноті

Раднотський договір 1656 року — угода між Україною, Швецією, Трансильванією, Бранденбургом та литовським князем Богуславом Радзивіллом про військовий союз для боротьби з Річчю Посполитою та майбутньої війни з Московським царством.
Угода передбачала такі інтереси сторін:
- Карл X Густав мав отримати Королівську Пруссію, Куяви, північну Мазовію, Жемайтію, Курляндію та Інфлянти.
- Богуслав Радзивілл мав отримати Новогродщину.
- Фрідріх-Вільгельм мав отримати Великопольщу.
- Богдан Хмельницький мав отримати південно-східні частини Коронних земель Польщі (південно-східну Волинь, Східне Поділля, Київщину, Чернігівщину, територію між Батогом і Новгородом-Сіверським).
- Юрій II Ракоці мав отримати південні польські території, переважно Малопольщу (включно з Краковом)[1].

Угода про дружбу з правителем Трансильванії князем Дєрдем ІІ Ракоці та створення антипольської коаліції протестантських держав була укладена восени. А вже в січні 1657 року 20-тисячний козацький корпус під командуванням київського полковника Антона Ждановича разом із військом Ракоці вирушив на Польщу, і невдовзі союзникам удалося захопити Варшаву. Коли козаки на початку літа 1657 року захопили Берестейщину, шляхта Пінського повіту — що цікаво, як католики, так і православні, — звернулася до гетьмана з проханням приєднати землі навколо Турова і Пінська до Козацької держави «на вічні часи».
Зміна геополітичної ситуації завадила імплементації угоди, оскільки Польща оговталась і вигнала претендентів на її землі. Однак сам намір бачиться істориками як спроба майбутніх поділів Польщі у XVIII ст. дещо іншими гравцями.